# Rothenburg (Saale)
Pour les articles homonymes, voir Rothenburg.
Rothenburg est un village et une ancienne municipalité dans l'arrondissement de Saale à Saxe-Anhalt en Allemagne. Depuis le 1er janvier 2011, il fait partie de la ville Löbejün-Wettin. Le Rothenburg Ferry (en), un bac à câble, franchit la rivière Saale à Rothenburg.